# Victor Feddersen
Victor Alexander Feddersen (født 31. januar 1968 i Gentofte) er en dansk tidligere roer. Han var aktiv i roning fra 1985 til 2000 og internationalt kendt som en del af den danske letvægtsfirer 1993-2000 og blandt andet med til at vinde denne båds første OL-guldmedalje. Feddersen stillede op for Bagsværd Roklub.

## Rokarriere
I mange år var det tradition i dansk roning, at en båd, der konkurrerede ved internationale konkurrencer, bestod af roere fra samme klub. I begyndelsen af 1990'erne besluttede Dansk Forening for Rosport at bryde med det princip, og en af de bådklasser, der blev satset på, var letvægtsfireren. Feddersen var en del af den originale besætning fra 1993 af den letvægtsfirer, der kom til at blive kendt som "Guldfireren". Udover ham bestod den af Niels Laulund, Eskild Ebbesen og Thomas Poulsen. Feddersen var dermed med til at vinde bådens første VM-guld i 1994, fulgt af sølv ved VM det følgende år. De satte desuden snart verdensrekord i båden, og da letvægtsfireren kom på det olympiske program til OL 1996 i Atlanta, var danskerne blandt favoritterne. De lagde ud med at vinde deres indledede heat og fulgte op med at vinde deres semifinale, hvorpå finalen blev fik et spændende opløb mellem danskerne og den canadiske båd. Det endte med, at Ebbesen og hans kammerater vandt den første danske OL-roguldmedalje siden 1964. De sejrede med 0,55 sekunder foran Canada, mens USA fik bronze. Denne præstation gav båden sit tilnavn, som kom til at hænge ved i mange år fremover.
I årene efter OL 1996 var båden helt suveræn på den internationale scene og vandt VM-guld hvert af årene 1997-1999, selv med enkelte udskiftninger. I den tidlige sommer 2000 døjede Thomas Poulsen med en skade, og det blev en kendsgerning, at han ikke blev klar til OL samme år, så han blev afløst af Søren Madsen kort før OL. Den sene udskiftning var muligvis medvirkende til, at båden ikke klarede sig godt ved legene. I hvert fald blev danskerne sidst i deres heat og måtte gennem opsamlingsheat for at komme i semifinalen. Her blev de nummer to, og i finalen kunne de ikke følge med de bedste. Frankrig vandt foran Australien, mens danskerne trods alt fik en bronzemedalje. Feddersen indstillede sin aktive karriere efter dette OL, hvilket han havde bekendtgjort nogen tid inden legene.

## Senere karriere
Efter sin aktive karriere gik Feddersen ind i organisatorisk arbejde og var blandt andet medlem af DIF's Aktivkomité og Idrættens Eliteudvalg. Han har en CBA og andre ledelsesrettede uddannelser, og han har arbejdet som konsulent og direktør i forskellige sammenhænge, blandt andet som direktør for Charlottenlund Travbane.